# Emma Drogunova

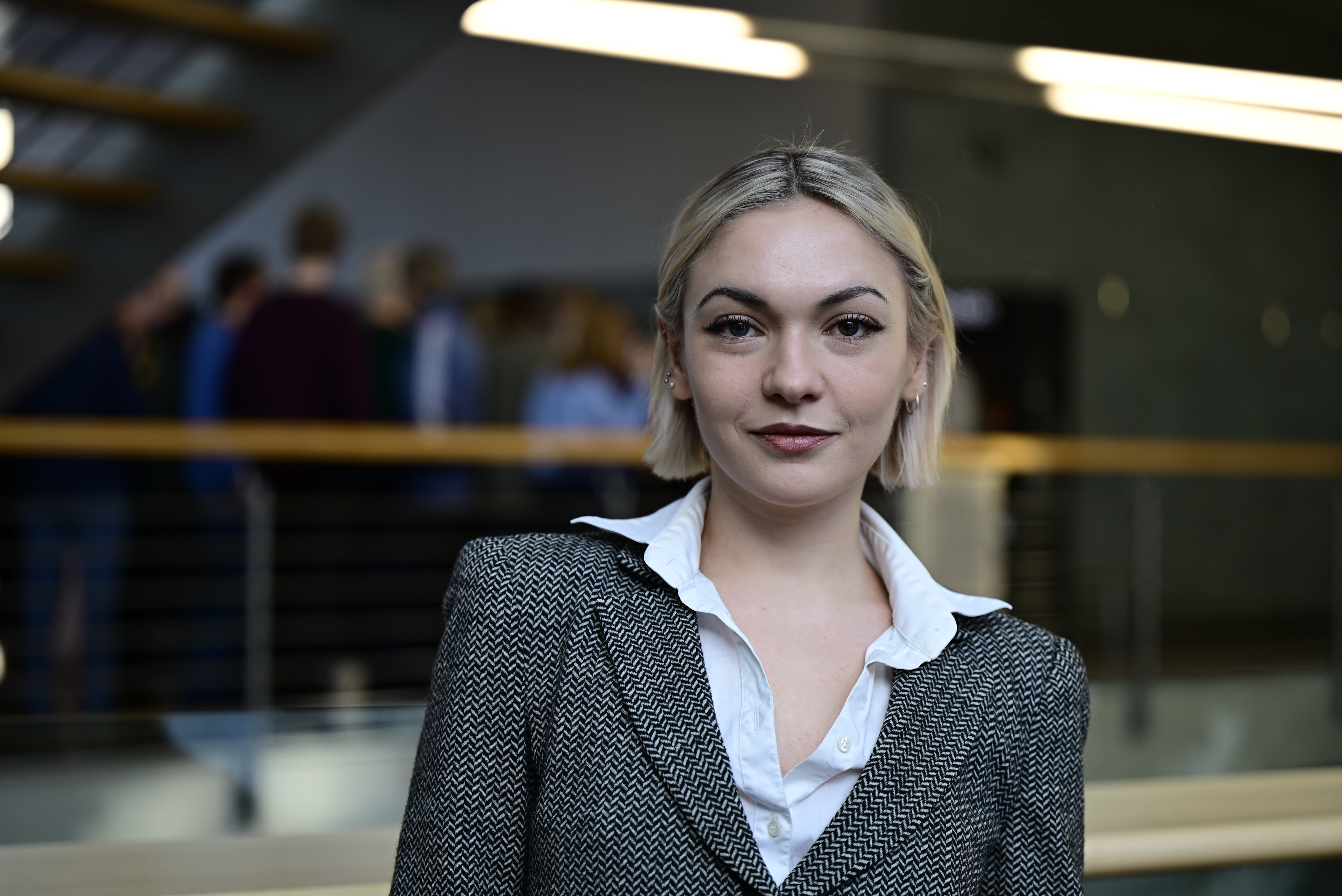
Emma Nova (2025)

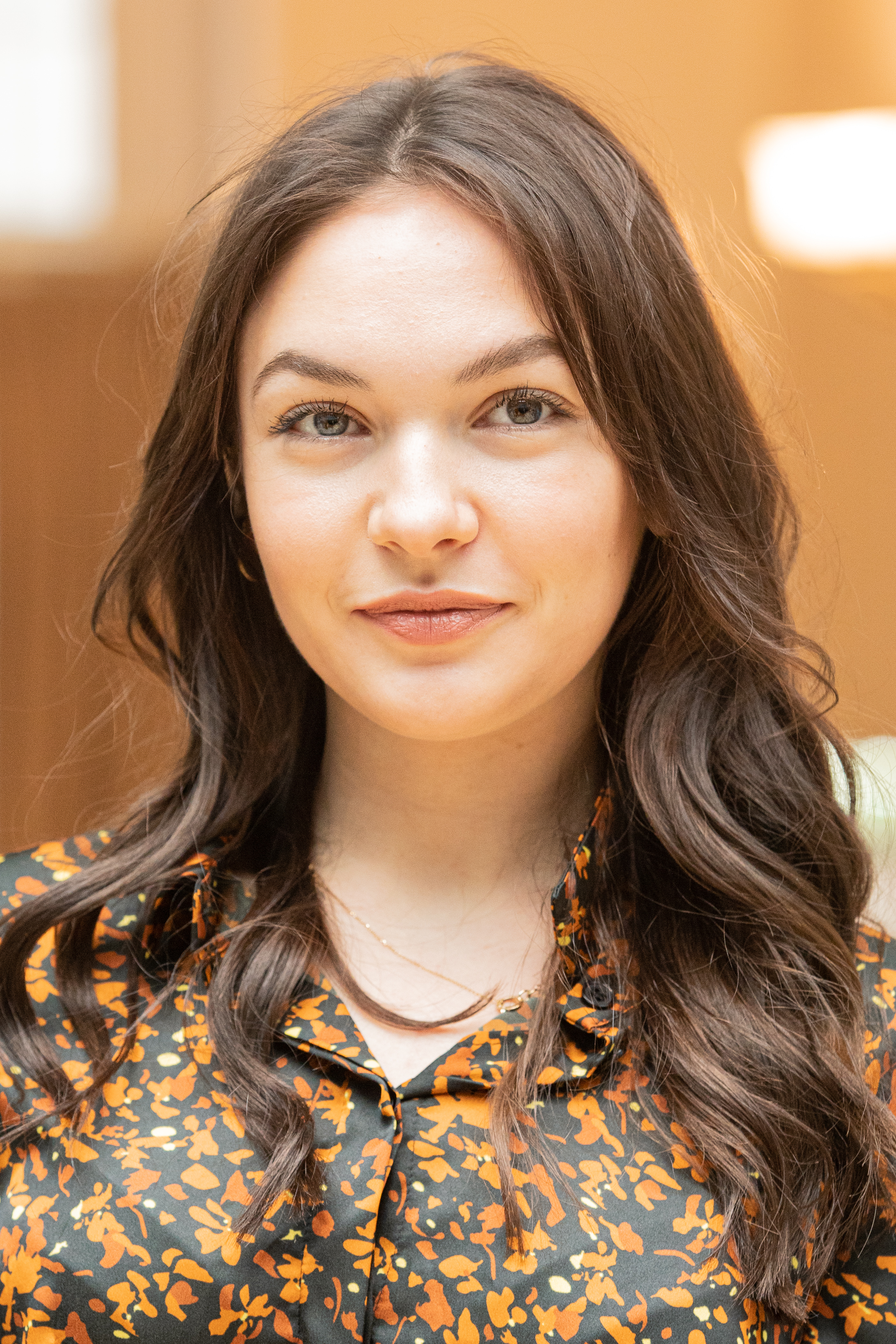
Emma Drogunova (2020)

Emma Drogunova (auch Emma Nova; * 29. Oktober 1995 in Tjumen, Russland) ist eine deutsche Schauspielerin.

## Karriere
Drogunova wuchs in Berlin auf und sammelte schon als Kind Bühnenerfahrung. 2012 übernahm sie die Rolle der jungen Margarete Löwe im ZDF-Mehrteiler Adlon – Eine Familiensaga und spielte im Kurzfilm Nicht den Boden berühren die Fila, ein Mädchen, das sich zwischen Beliebtheit und Gefühlen entscheiden muss, wofür sie beim Filmfestival Cinemaiubit den Best Actress Award erhielt.
In den Jahren darauf war sie in den Fernsehfilmen Nord bei Nordwest – Käpt’n Hook, Letzte Spur Berlin – Monster sowie … und dann noch Paula zu sehen. In dem 2016 erschienenen Kinofilm Au nom de ma fille, in dem es um den Fall Kalinka geht, ist sie in der Rolle der Eva zu sehen. Sie spielte außerdem die Hauptrollen in Musikvideos von Künstlern wie Trümmer und Rapsta. 
2015 stand sie für den Fernsehkrimi Wolfsland: Ewig Dein und den Berliner Tatort vor der Kamera. 2019 war sie in Wilsberg: Minus 196° zu sehen und hatte eine Hauptrolle in Ali Hakims Spielfilm Bonnie & Bonnie. Ab 2020 folgten weitere Rollen im Tatort und in Der Zürich-Krimi: Borchert und der Tote im See. 
Für ihre Hauptrolle in Vena wurde Emma Nova als beste Darstellerin für den Deutschen Filmpreis 2025 nominiert.

## Filmografie (Auswahl)
- 2011: Karussell (Kurzfilm)
- 2013: Das Adlon – eine Familiensaga (Fernsehdreiteiler, Teil 1)
- 2013: Nicht den Boden berühren (Kurzfilm)
- 2014: Nord bei Nordwest – Käpt’n Hook (Fernsehreihe)
- 2015: Letzte Spur Berlin (Fernsehserie, 2 Folgen)
- 2015: … und dann noch Paula (Fernsehserie, 3 Folgen)
- 2016: Heart Shaped Box (Kurzfilm)
- 2016: Im Namen meiner Tochter – Der Fall Kalinka (Au nom de ma fille, Kino)
- 2015: Der Staatsanwalt (Fernsehserie, Folge Tödliche Fürsorge)
- 2016: Wolfsland: Ewig Dein (Fernsehreihe)
- 2016: Der letzte Cowboy (Fernsehsechsteiler, Folge Das Mädchen)
- 2016: Tatort: Wir – Ihr – Sie (Fernsehreihe)
- 2017: Jenny (Kurzfilm)
- 2017: Alphamädchen (Kurzfilm)
- 2017: Kommissar Dupin: Bretonischer Stolz (Fernsehreihe)
- 2017: Back for Good
- 2017: Großstadtrevier (Fernsehserie, Folge Für nix und für alles)
- 2017: Toter Winkel
- 2017: Leanders letzte Reise (Kino)
- 2017: Die Familie
- 2017: Tod im Internat (Fernsehzweiteiler)
- 2017: Ein Fall für zwei (Fernsehserie, Folge Ohne Skrupel)
- 2017: Tatort: Zurück ins Licht
- 2017: Unter anderen Umständen: Liebesrausch (Fernsehreihe)
- 2018: Südstadt
- 2018: Vielmachglas
- 2018: Marie Brand und der Duft des Todes (Fernsehreihe)
- 2018: Der Trafikant
- 2018: Notruf Hafenkante (Fernsehserie, Folge Rattenburg)
- 2018: Marie fängt Feuer: Zweite Chance (Fernsehreihe)
- 2019: Wilsberg: Minus 196° (Fernsehreihe)
- 2019: Bonnie & Bonnie
- 2020: Tatort: Kein Mitleid, keine Gnade (Fernsehreihe)
- 2020: Tatort: Die goldene Zeit (Fernsehreihe)
- 2020: Der Zürich-Krimi: Borchert und der Tote im See (Fernsehreihe)
- 2020: In Berlin wächst kein Orangenbaum
- 2021: Wild Republic (Fernsehserie, 8 Folgen)
- 2021: Wilsberg: Unser tägliches Brot (Fernsehreihe)
- 2021, 2023: Loving Her (Fernsehserie, 2 Folgen)
- 2021: Égalité
- 2023: Nichts, was uns passiert
- 2023: Manta Manta – Zwoter Teil
- 2024: Disko 76 (Fernsehserie)
- 2024: Vena
- 2024: Tatort: Dein gutes Recht (Fernsehreihe)

## Auszeichnungen
- 2014: Best Actress Award für Nicht den Boden berühren beim Filmfestival Cinemaiubit
- 2019: European Shooting Star im Rahmen der Berlinale
- 2019: Nachwuchsdarstellerpreis beim Eat My Shorts – Hagener Kurzfilmfestival
- 2024: Grimme-Preis für Nichts, was uns passiert (Darstellung)[4]